# بيشينا
بيشينا (بالإيطالية: Pescina)‏ هي بلدية في مقاطعة لاكويلا في إقليم أبروتسو الإيطالي.

## السكان
في سنة 1861 بلغ عدد السكان 3٬067 نسمة، وتطور العدد ليصل في سنة 2011 لـ 4٬264 نسمة.
يظهر هذا المخطط البياني تطور النمو السكاني لـ بيشينا

## أعلام
- جول مازاران
- لوتشيانو زاوري
- إينياتسيو سيلونه